# Polistes bequaertellus
Polistes bequaertellus är en getingart som beskrevs av Roy R. Snelling 1983. Polistes bequaertellus ingår i släktet pappersgetingar, och familjen getingar. Inga underarter finns listade i Catalogue of Life.